# Wrecking Ball (песня)
«Wrecking Ball» — песня американской певицы Майли Сайрус из четвёртого студийного альбома Bangerz. Сингл был выпущен компанией RCA Records 24 августа 2013 года в качестве второго сингла к будущему лонгплею. Композиция была написана Сашей Скарбек, Стефаном Моккио, Лукашем Готвальдом, Морин Анной Макдональд и Генри Расселл Уолтером. Продюсерами трека выступили Dr. Luke и Circuit.
Текст композиции представляет собой эмоциональный монолог о разладе отношений с любимым человеком. Музыкальная критика восприняла Wrecking Ball преимущественно положительно, что вызвано смысловым наполнением лирики и общим уровнем продюсирования.
Изначально промосингл, распространяясь через сетевой ресурс iTunes Store, дебютировал в Billboard Hot 100 на 50-м месте, в конечном счёте поднявшись на вершину этого хит-парада и став, таким образом, первым в карьере Сайрус «хитом номер один». За пределами США песне также сопутствовал впечатляющий успех, она возглавила чарты Канады и Великобритании, вошла в первую десятку большинства стран Европы и Океании. Более того, в США сингл «Wrecking Ball» стал первым за всю историю американского хит-парада хитом, которому удалось вернуться на первое место спустя 9 недель (пока там на № 1 всё это время был хит «Royals» новозеландской исполнительницы Lorde).
Видеоклип к Wrecking Ball вышел в прокат 9 сентября 2013 года. Он был наполнен крупными планами плачущей Сайрус (что вызывало стойкие ассоциации с видео к Nothing Compares 2 U Шинейд О’Коннор), сменяющимися эпизодами, где обнажённая певица раскачивается верхом на шар-бабе (шарообразном орудии для сноса строений). В отношении клипа мнения критиков тоже разделились, некоторые высоко оценили отличия от предыдущей работы Сайрус We Can’t Stop, тогда как другие нашли его чрезмерно провокационным. Тем не менее, клип установил рекорд Vevo по количеству просмотров за первые 24 часа после выхода в эфир, а также как клип быстрее всего достигший отметки в 500 миллионов просмотров.

## Общие сведения
В 2012 году Сайрус озвучила свои планы сконцентрироваться на карьере в кино, фактически приостановив деятельность музыкальную. В том же году она снялась в кинокартинах «Лето. Одноклассники. Любовь» и «Агент под прикрытием». Кроме того, она подтвердила своё участие в озвучке одной из главных ролей в мультфильме «Монстры на каникулах», но в дальнейшем покинула этот проект, чтобы сконцентрироваться на возвращении в музыкальную индустрию. В январе 2013 года у Сайрус завершился контракт с компанией звукозаписи Hollywood Records, под эгидой которой вышли в свет её альбомы Hannah Montana 2: Meet Miley Cyrus (2007), Breakout (2008), Can’t Be Tamed (2010) и миньон The Time of Our Lives (2009). Позднее, в том же месяце, певица подписала новый контракт с RCA Records, а в марте сообщила о том, что её четвёртый студийный альбом выйдет к концу 2013 года.
Wrecking Ball была создана Сашей Скарбек, Стефаном Моккио, Морин Анной Макдональд, Лукашем Готвальдом и Генри Расселл Уолтером. Два последних выступили одновременно продюсерами трека под своими сценическими псевдонимами Dr. Luke и Circuit. О включении этой песни в грядущий альбом стало известно в июле 2013 года из интервью блогу Idolator. С 25 августа 2013 года песня стала доступной к скачиванию, а 13 сентября Wrecking Ball официально дебютировала на радиостанциях в Италии. В США радио-премьера состоялась 16 сентября 2013 года на волнах Hot/Modern/AC radio, а на следующий день на Contemporary hit radio. Обложку сингла, на которой певица в белом нижнем белье сидит верхом на шар-бабе, Сайрус опубликовала в Твиттер.

## Композиция
Музыкально Wrecking Ball построена в двудольном размере с темпом в 60 ударов в минуту и написана в тональности Ре минор с аккордовой последовательностью Dm-F-C-Gm. Представляет собой композицию с мученическим вокалом Сайрус, что сильно контрастирует с жизнелюбивыми мотивами её предыдущего сингла We Can’t Stop.

## Реакция критики
После своего выхода песня получила благоприятные оценки музыкальных критиков. Так журнал Complex писал: «Эта песня выглядит очень личной для юной певицы, поскольку обращается к любви и тоске в столь страстной манере» и характеризовал её как «крутой поворот от беспечного содержания We Can’t Stop». Сайт Popdust описал её как «рок-балладу 80-х или песню Деми Ловато. Несколько депрессивненький, но однозначно приятный контраст к распутству We Can’t Stop». Мара Эйкин из The A.V. Club в своём ревю оценила Wrecking Ball как «современную My Heart Will Go On, песню о обретённой и утраченной любви, и о стремлении юности пылать страстно и скоротечно, и постепенно угасать». Китти Эмпайр из The Observer высказала мнение, что «сердцеедная составляющая Bangerz полностью окупает наше внимание»по причине наличия в альбоме этой баллады. Обозреватель Ленты.ру Иван Сорокин, назвав оба сингла Майли Сайрус одними из главных событий 2013 года в области поп-музыки, сравнил Wrecking Ball с лучшими песнями Бонни Тайлер. Ещё один электронный журнал PopMatters, в лице Эвана Соуди, похвалил композицию, сказав, что она может быть «примером того, как нужно правильно строить припев, чтобы затем обрушить его на голову слушателей» и в целом песня представляет собой «простое действие типа „взлёт-падение“, предсказуемое по своей сути, но эффективное, вне зависимости от контекста». С другой стороны аналогичный веб-ресурс HitFix присвоил песне оценку D+ с комментариями: «Wrecking Ball — это инструмент грубой силы поп-музыкального рифмоплётства, который мог быть запросто исполнен Кэти Перри (нынешней королевой Top 40 истеричных гимнов разбитых сердец), и в этом смысле он более чем оправдывает свою основную метафору. В тихих моментах песня прекрасна, но так взвинчена в припевах, что (как и персонаж песни — которую я ассоциирую с Сайрус) пытается лезть напролом и должна сильно доверять своей аудитории, чтобы не быть поколоченной ею».
Песня была номинирована на премию World Music Awards в категории «Лучшая песня 2013 года».

## Музыкальное видео
Видео было выпущено 9 сентября 2013 года на VEVO. Режиссёром ролика выступил Терри Ричардсон.
За 24 часа клип на песню Майли Сайрус на «VEVO» посмотрели более 19 млн раз. Видео набрало 100 млн просмотров за 7 дней, что стало абсолютным рекордом за всю историю YouTube.
Майли Сайрус представила две версии клипа на песню — финальная версия и режиссёрская. Режиссёрская версия клипа набрала за неделю 6 миллионов просмотров. Сайрус выступила с песней на «iHeart Radio Festival» 21 сентября и на шоу «Saturday Night Live» 7 октября.

## Коммерческий успех
«Wrecking Ball» вышла 24 августа 2013 года.
Ещё до официального выхода в качестве сингла, «Wrecking Ball» стал самым горячим дебютом недели («hot shot debut»), попав на 50-е место в чарте Billboard Hot 100 в неделю с 7 сентября 2013 года и тиражом 90,000 загрузок за первые 2 дня. Он достиг 14-го места на следующую неделю с тиражом 201,000 загрузок. После официальной премьеры в качестве второго сингла из альбома Bangerz, этот трек достиг первого места в США в его 4-ю неделю релиза, благодаря стриминговому успеху только что вышедшего музыкального видео; сингл стал первым чарттоппером в карьере Сайрус. Было продано 477000 копий в эту неделю, показа третий лучший результат lzk продаж синглов неделю в 2013 году, позади 582000 единиц у «I Knew You Were Trouble» (Taylor Swift) и 557000 единиц у хита «Roar» (Katy Perry). В декабре «Wrecking Ball» вернулся на первое место, после нахождения на втором и третьем месте прошлые девять недель, пока хит «Royals» (Lorde) возглавлял чарт Hot 100, что стало самым длительным в истории Billboard возвращением обратно на вершину. Но уже спустя неделю трек упал на пятое место, уступив вершину Эминему и Рианне с хитом «The Monster». К декабрю 2014 года «Wrecking Ball» был продан в количестве 3,640,000 копий в США. Трек достиг первого места в Канаде в Canadian Hot 100 и была позднее сертифицирована в 4-кратном платиновом статусе в этой стране.

## Список композиций
1. Wrecking Ball — 3:43
2. Wrecking Ball (Andrey Keyton & J’Well Remix) — 4:27

## Выступления
30 июня 2019 года Сайрус спела свой хит во время её выступления на рок-фестивале «Гластонбери», прошедшем в Пилтоне (Великобритания).

## Чарты
| Чарт (2013)                                | Высшая позиция |
| ------------------------------------------ | -------------- |
| Австралия (ARIA)                           | 2              |
| Австрия (Ö3 Austria Top 40)                | 2              |
| Бельгия/Фландрия (Ultratop 50)             | 4              |
| Бельгия/Валлония (Ultratop 50)             | 5              |
| Канада (Billboard Canadian Hot 100)        | 1              |
| Чехия (Rádio — Top 100)                    | 2              |
| Дания (Tracklisten)                        | 4              |
| Финляндия (Suomen virallinen lista)        | 9              |
| Франция (SNEP)                             | 2              |
| Германия (GfK)                             | 6              |
| Венгрия (Rádiós Top 40)                    | 27             |
| Венгрия (Single Top 40)                    | 1              |
| Ирландия (IRMA)                            | 2              |
| Израиль (Media Forest)                     | 1              |
| The Official Lebanese Top 20               | 1              |
| Италия (FIMI)                              | 3              |
| Luxembourg Digital Songs                   | 1              |
| Нидерланды (Dutch Top 40)                  | 9              |
| Mexico Ingles Airplay (Billboard)          | 1              |
| Новая Зеландия (Recorded Music NZ)         | 2              |
| Норвегия (VG-lista)                        | 2              |
| Польша (Polish Airplay Top 100)            | 4              |
| Шотландия (OCC Scotland)                   | 1              |
| Словакия (Rádio — Top 100)                 | 8              |
| Испания (PROMUSICAE)                       | 1              |
| Швеция (Sverigetopplistan)                 | 2              |
| Швейцария (Schweizer Hitparade)            | 8              |
| Великобритания (OCC UK Singles)            | 1              |
| Billboard Hot 100                          | 1              |
| US Pop Songs                               | 1              |
| US Hot Dance Club Songs                    | 15             |
| США (Billboard Adult Pop Airplay)          | 7              |
| США (Billboard Adult Contemporary)         | 22             |
| Venezuela Pop Rock General (Record Report) | 2              |

| Чарт (2013)                          | Позиция |
| ------------------------------------ | ------- |
| Австралия (ARIA)                     | 22      |
| Австрия (Ö3 Austria Top 40)          | 35      |
| Бельгия (Ultratop 50 Flanders)       | 36      |
| Бельгия (Ultratop 50 Wallonia)       | 59      |
| Канада (Canadian Hot 100)            | 33      |
| Дания (Tracklisten)                  | 50      |
| Франция (SNEP)                       | 35      |
| Германия (Media Control AG)          | 47      |
| Италия (FIMI)                        | 38      |
| Нидерланды (Mega Single Top 100)     | 34      |
| Новая Зеландия (Recorded Music NZ)   | 32      |
| Испания (PROMUSICAE)                 | 33      |
| Швеция (Sverigetopplistan)           | 31      |
| Швейцария (Schweizer Hitparade)      | 49      |
| UK Singles (Official Charts Company) | 41      |
| США Billboard Hot 100                | 18      |

| Чарт (2014)               | Позиция |
| ------------------------- | ------- |
| Канада (Canadian Hot 100) | 62      |
| Италия (FIMI)             | 73      |
| США Billboard Hot 100     | 44      |

## Сертификации
| Регион | Сертификация          | Продажи   |
| --- | --------------------- | --------- |
| Австралия (ARIA) | 8× Платиновый         | 560 000   |
| Австрия (IFPI Austria) | Золотой               | 15 000*   |
| Бельгия (BEA) | Золотой               | 15 000*   |
| Бразилия (ABPD) | 2× Бриллиантовый      | 500 000   |
| Канада (Music Canada) | 4× Платиновый         | 320 000*  |
| Дания (IFPI Danmark) | Золотой               | 15 000^   |
| Финляндия | —                     | 60,394    |
| Германия (BVMI) | Платиновый            | 300 000^  |
| Италия (FIMI) | 2× Платиновый         | 60 000*   |
| Мексика (AMPROFON) | 4× Платиновый+Золотой | 270 000   |
| Нидерланды (NVPI) | Платиновый            | 20 000^   |
| Новая Зеландия (RMNZ) | Платиновый            | 15 000*   |
| Норвегия (IFPI Norway) | 5× Платиновый         | 300 000   |
| Португалия (AFP) | Золотой               | 10 000    |
| Испания (PROMUSICAE) | 2× Платиновый         | 120 000   |
| Швеция (GLF) | 3× Платиновый         | 120 000   |
| Швейцария (IFPI Switzerland) | Платиновый            | 30 000^   |
| Великобритания (BPI) | 2× Платиновый         | 1 200 000 |
| США (RIAA) | 9× Платиновый         | 9 000 000 |
| Стриминг |                       |           |
| Дания (IFPI Danmark) | Платиновый            | 1 800 000 |
| * Данные о продажах приведены только на основе сертификации. · ^ Данные о тиражах приведены только на основе сертификации. · Данные о продажах + прослушиваниях приведены только на основе сертификации. · Данные только о прослушиваниях приведены на основе сертификации. |                       |           |

## Перезапись с участием Долли Партон
30 ноября 2022 года американская кантри-певица и крестная мать Сайрус, Долли Партон, объявила, что планирует выпустить свой первый рок-альбом и что она попросит нескольких других артистов, включая Сайрус, принять в нём участие. 17 января 2023 года она раскрыла его название — Rockstar. 9 мая 2023 года она объявила дату его выхода, а также треклист. Ожидалось, что Сайрус будет участвовать в перезаписи песни «Wrecking Ball». Ранее они исполняли её вместе, в попурри с песней Партон «I Will Always Love You», во время новогодней вечеринки Майли в 2022—23 годах, транслировавшейся на канале NBC. Партон рассказала, что это выступление вдохновило её на запись песни в качестве дуэта.
20 октября 2023 года песня была выпущена в качестве сингла.